# Vilanova de Sau
Vilanova de Sau é um município da Espanha na comarca de Osona, província de Barcelona, comunidade autónoma da Catalunha. Tem 58,9 km² de área e em 2021 tinha 314 habitantes (densidade: 5,3 hab./km²).

## Demografia
| Variação demográfica do município entre 1991 e 2004[carece de fontes?] | Variação demográfica do município entre 1991 e 2004[carece de fontes?] | Variação demográfica do município entre 1991 e 2004[carece de fontes?] | Variação demográfica do município entre 1991 e 2004[carece de fontes?] |
| ---------------------------------------------------------------------- | ---------------------------------------------------------------------- | ---------------------------------------------------------------------- | ---------------------------------------------------------------------- |
| 1991                                                                   | 1996                                                                   | 2001                                                                   | 2004                                                                   |
| 305                                                                    | 311                                                                    | 332                                                                    | 339                                                                    |